# تیم دوچرخه‌سواری کولت انرژی
تیم دوچرخه‌سواری کوت انرژی (دانمارکی: Cult Energy Pro Cycling) یک تیم دوچرخه‌سواری در کشور دانمارک بود.
این این تیم در سال ۲۰۰۰ تأسیس و در سال ۲۰۱۵ منحل شده‌است.